# Dům U Černého psa v Olomouci
Dům „U Černého psa“ je dům s domovním znamením, který se nachází na olomouckém Horním náměstí. Rozkládá se na stavební parcele č. 631 a jeho současným majitelem je statutární město Olomouc. Tento objekt je rovněž zapsaný v seznamu nemovitých kulturních památek. Od roku 1958 je chráněn jako kulturní památka České republiky.

## Historie objektu

### 15. a 16. století
První zmínku o domu máme z roku 1413, jeho majitelem byl v té době Jan Grapler. Dům vznikl na místě dvou gotických parcel – jejich spojení spadá nejpozději do 1. poloviny 16. století, kdy se ve městě zvýšila stavební činnost po požáru (1492). Z gotického období se dochovalo obvodové zdivo sklepů (částečně i s klenbami), obvodové zdivo přízemí s valenou klenbou průjezdu do dvora a nad průjezdem se v prvním patře dochovaly gotické prostory s žebrovými klenbami.
K další přestavbě došlo později v průběhu 16. století. Vznikl tak renesanční palác – trojtrakt se dvěma dvorními křídly. V této renesanční etapě bylo zrušeno gotické podloubí a prostory byly nově zaklenuty valenými klenbami s lunetami a s hranami vytaženými do hřebínků – nejvýraznější částí této etapy je mázhaus s hřebínkovými klenbami v přízemí.

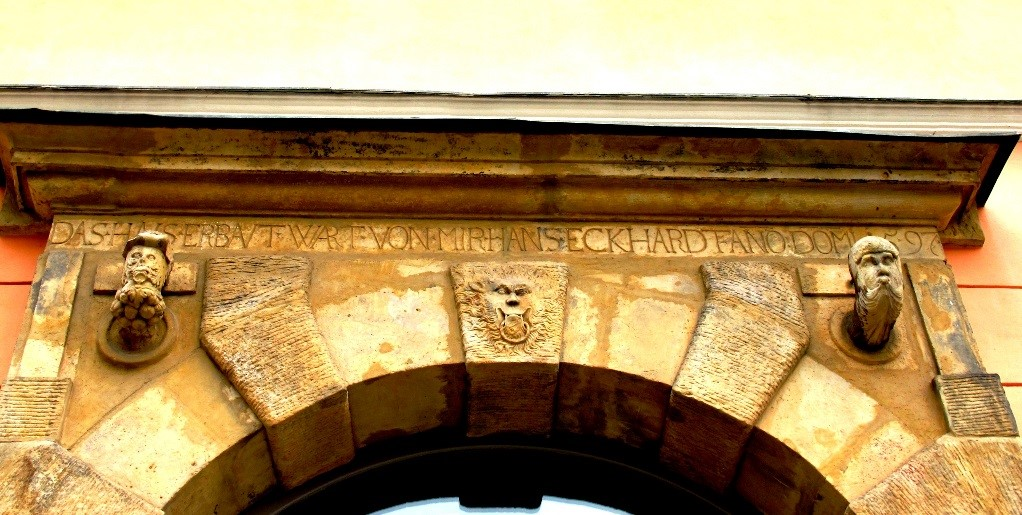
Nápis na kamenném portálu z 16. století

Staré záznamy uvádějí další majitele domu – (od roku 1582) lazebníka Hanuše Eckharta (alias Kleinsmidta) a (od roku 1585) jeho syna městského lékaře Hanuše. Tento majitel domu se na věky zapsal do historie této stavby, když si do kamenného vchodového portálu nechal vytesat text: „DAS HAVS IST ERBAVT WARTEN VON MIR/ HANS EKHARDT ANNO DOMINI 1597“ (Dům jsem postavil já/Hans Ekhardt Léta Páně 1597).

### 17. až 19. století
V roce 1603 se stal majitelem domu příslušník panského stavu Štěpán ml. z Vrbna, od roku 1614 pak jeho bratr Hynek z Vrbna. V letech 1629–1631 vlastnil dům další šlechtic Karel Berger z Bergu (jeho rodu v té době patřil hrad Bouzov). Roku 1631 dům odkoupil Jan Rudolf Mandel, městský notář a jeden z nejzámožnějších olomouckých měšťanů, který byl jako soudní písař olomoucký přítomen při mučení Jana Sarkandra. Po jeho smrti byl dům od roku 1640 napsán na jeho vdovu Eufrosimu Mandelovou.
4. srpna 1644, v době švédské okupace, byl dům zasažen granátem (při ostřelování císařským vojskem, které tehdy obléhalo město). Po odchodu švédských vojsk (v roce 1650), se majitelem domu stal radní, pozdější purkmistr Martin Neumann. 1665–1685 patřil dům hejtmanovi plumlovského panství, Šebestiánovi Vavřinci Todtenwolfovi.
V roce 1685 dům vlastnil olomoucký městský písař (1685 pak purkmistr), Matyáš Georg Buchff. Dům byl v držení jeho rodiny až do roku 1716, kdy přešel do vlastnictví císařského výběrčího daní a obchodníka s vínem, Johanna Bernarda Rollera von Ausse (z Úsova). Za peníze, které zpronevěřil, byl dům konfiskován, jako záruka připsán moravským stavům a prodán v dražbě.
Velkými stavebními úpravami prošel dům po požáru města v roce 1709 – šlo především o úpravu štukové výzdoby fasády a úpravu rozměrů oken. V barokní etapě proběhly v interiéru jen dílčí úpravy. Byla provedena štuková a malířská výzdoba, kterou dnes můžeme vidět v severovýchodní místnosti v prvním patře hlavní budovy.
Roku 1749 dům koupil obchodník se železem, Leopold Schmied. Schmiedova rodina pak dům vlastnila přes sto let.
V 19. století proběhla přestavba dvorních traktů. V obou patrech domu proběhly stavební úpravy a v 2. patře byl vystavěn pavlač. Lze předpokládat, že trámové stropy v hlavní budově jsou zčásti z 19. století, spíše jsou ale ještě starší – barokní, nebo dokonce renesanční. Roku 1898 byla provedena nová střecha – dvě sedlové střechy se štítovou orientací byly nahrazeny nízkou sedlovou střechou s okapy.

### 20. století
V roce 1907 byla provedena rozsáhlá přestavba, tehdy byla majitelkou Bedřiška Mlčochová a stavební úpravy prováděl Viktor Mader. V této stavební etapě došlo k vybudování třetího patra nad částí hlavní budovy. Z půdního polopatra se tak stalo nové obytné patro s jedním bytem. Dále proběhla rekonstrukce fasády a portálů. Renesanční mázhaus byl předělen podélnou příčkou. Vznikly tak dva oddělené prostory, místnost a chodba. V místnosti se dochovala renesanční hřebínková klenba, zatímco do chodby byla vestavěna novogotická klenba. Původní renesanční klenba mázhausu v chodbě ale nebyla vybourána, byla pouze rozdělena pasy, které byly upraveny do náznaku lomeného oblouku provedeného ze štuku včetně litých sádrových konzol (vyrobeny jako kopie původních renesančních pískovcových konzol). Ve střední části mázhausu bylo vystavěno nové trojramenné secesní schodiště, nahoře uzavřené velkým skleněným světlíkem. V dvorní části domu bylo v nároží vystavěno nové kamenné schodiště vedoucí až na půdu. Vnitřní prostory se zároveň upravily tak, že v každém traktu byl jeden byt v každém patře. Byty byly prostší než ty v hlavním objektu.
Roku 1932 se majitelkou stává Bedřiška Hohlová – v domě sídlí firma drogerie Oskara Hohla. K roku 1939 je v domě obchod se smíšeným zbožím Maxe Diamanta, v roce 1940 v domě sídlil praktický lékař dr. Otto Kalteis a zubař Arnold, v domě je také obchod s pleteným zbožím Libora Domka. Po válce, v roce 1946, byl v domě obchod s krátkým a střižním zbožím Natálie Domkové, ale už v roce 1949 se vlastníkem stal Bytový komunální podnik Jednotného národního výboru v Olomouci. Dnes je dům v péči Domovní správy.

## Pojmenování

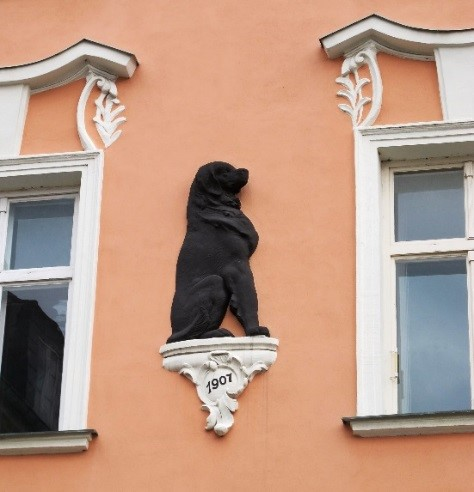
Reliéf sedícího psa

Dům nese dodnes zachované domovní znamení, podle kterého je pojmenován. V roce 1685 byla v domě vinárna, kterou tehdejší majitel Matouš Jiří Buchff pojmenoval U Zlatého beránka. Následně (od roku 1769), v době kdy dům vlastnila rodina Schmidtova, byl v domě po dlouhou dobu železářský obchod s názvem U Zlatého psa.
Název U Černého psa pochází až z roku 1907, kdy proběhly rozsáhlé stavební úpravy a dům byl přestavěn na drogerii. Na fasádě byl osazen štukový reliéf sedícího psa s medailonem na krku a pod ním kartuš s letopočtem 1907.

## Rozbor objektu s důrazem na gotickou etapu

### Poloha
Dům „U Černého psa“ je situován do jihovýchodní části Horního náměstí, na úpatí Michalského kopce. Právě na Horním náměstí se dříve koncentrovaly domy nejzámožnějších a nejvýznamnějších obyvatel města. „Podle středověkého správního členění města, rozdělujícího město na čtyři čtvrti vnitřního města a třináct předměstí, patřil dům do Druhé čtvrti (Secundum Quartale).
Dům nese podle josefínského katastru z roku 1771 číslo popisné 205 (v pramenech tzv. „nové číslo popisné“). Číslování josefínského katastru je platné s malými změnami dodnes, číslo popisné 205 se tedy již po více než dvě stě let nezměnilo.“

### Dispozice
Dům vznikl na místě dvou úzkých gotických parcel. Dispozičně jde o podélný trakt s dvoulodním mázhausem v přízemí, který je rozdělený podélnou příčkou na dva prostory. Orientace je severojižní.

### Dnešní stav
Stavba má tři křídla a dodržuje uliční linii. Hlavní budova je obdélného půdorysu, má tři patra, je podsklepená a otočená severním průčelím do náměstí. Na ni navazují dvě úzká dvoupatrová křídla zastavující dvůr na jižní a západní straně. Hlavní vstup je dnes přibližně uprostřed, na místě odstraněného renesančního portálu, jenž vedl do zaklenutého mázhausu.

### Části domu

#### Přízemí

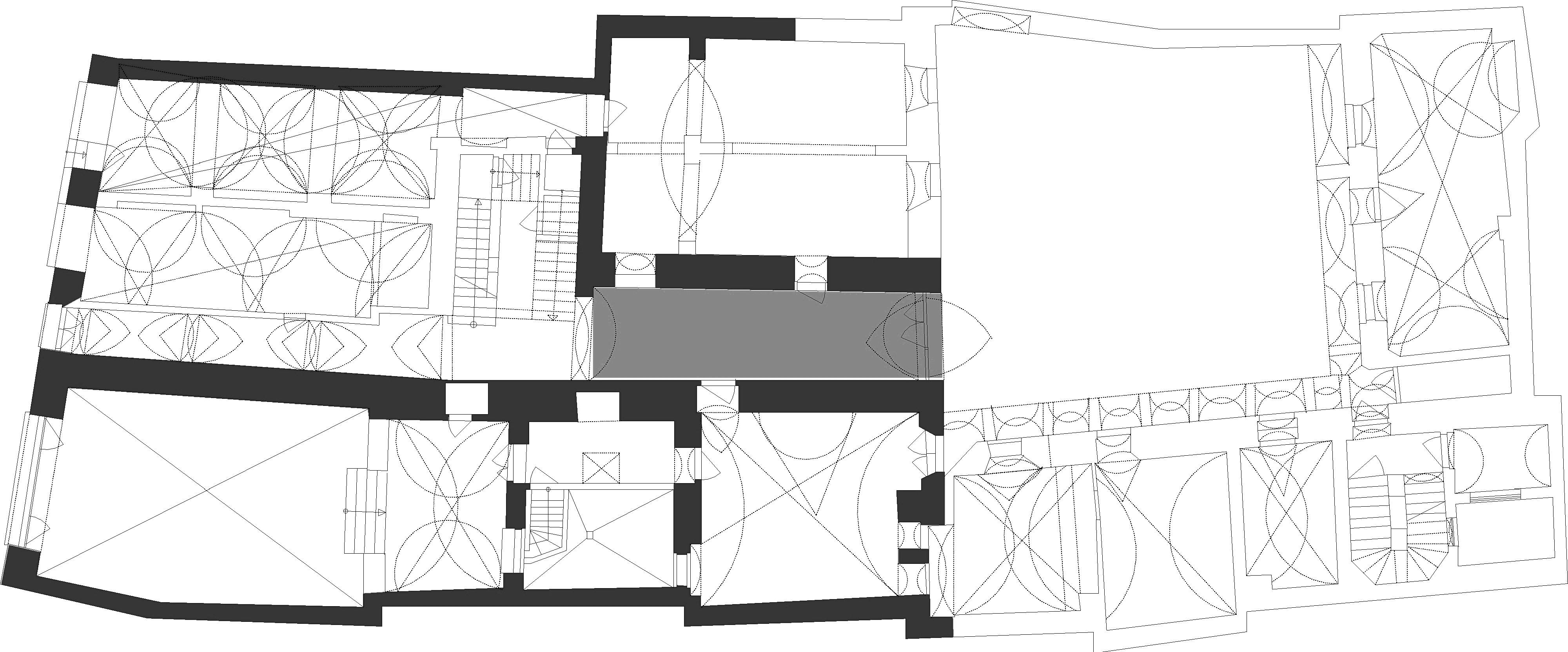
Přízemí – gotická etapa

##### Mázhaus
Mázhaus se původně sestával ze čtyř klenebních polí, na které navazovala valená klenba průjezdu. Čtvrté klenební pole je dnes odstraněné právě kvůli schodišti. Tři páry polí křížových kleneb s hranami vytaženými do hřebínků nesou římsovité konzoly.

##### Průjezd do dvora a dvůr
V pokračování mázhausu je původní průjezd s valenou klenbou. Průjezd je ukončený lomeným pozdně gotickým portálem s kamennými pilíři a zaoblenými patkami. V jeho levé patce je dnes už zazděné okénko ústící do šachty a kanálku, vedoucího pod celým průjezdem. Jedná se o zajímavý detail unikátně dochovaného gotického technického zařízení, jehož účelem bylo odvodnění dvora, který je vyspádovaný právě k tomuto místu.

##### Západní část hlavního traktu
Západní část byla původně samostatným gotickým domem. Je tvořena čtyřmi samostatnými prostory a uprostřed je předělena dvorkem, ze kterého je přístup do západního sklepa. „Situace sklepa včetně schodiště dokládá gotickou etapu domu, s typickým řešením vstupu do sklepa z exteriéru, v tomto případě ze dvora.“

#### První patro

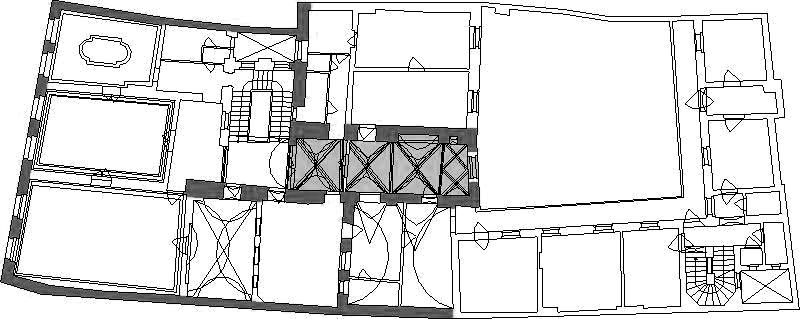
1. patro – gotická etapa

##### Kaple
Dříve nejreprezentativnější prostory celého domu. Právě v tomto patře se nachází nejvýznamnější prostor celé stavby z hlediska stavební historie.
Jedná se o místnost s klenutými pozdně gotickými klenbami, která je položená nad gotickým průjezdem. Zaklenutý prostor je nad obdélným půdorysem se severojižní orientací a tvoří jej tři pole žebrových křížových kleneb se svorníky tvaru štítku a jedno (čtvrté) pole síťové klenby. Způsob klenutí je zřejmě ovlivněn způsobem klenutí kaple sv. Jeronýma na jižní straně olomoucké radnice. V poli se síťovou klenbou se nachází malá hluboká půlkruhově zaklenutá nika a ve vedlejším poli pak větší nika s okosenou hranou. 
Prostor je dnes ne příliš šťastně předělen příčkou, která odděluje první pole křížové klenby. Účel prostoru není dnes jednoznačně určen – dispozice ukazuje na kapli s nikami a se sanktuářem na severní straně síťově zaklenutého konce. Není neobvyklé, že u kaple, která se musí přizpůsobovat místním podmínkám, nedochází ke striktnímu dodržování západovýchodní orientace liturgických prostor.

#### Druhé a třetí patro
Ve značné míře opakují dispozici patra prvního. Můžeme zde najít dochovaný renesanční trámový strop a barokní stropy zdobené štukovými ornamenty.

#### Sklepy

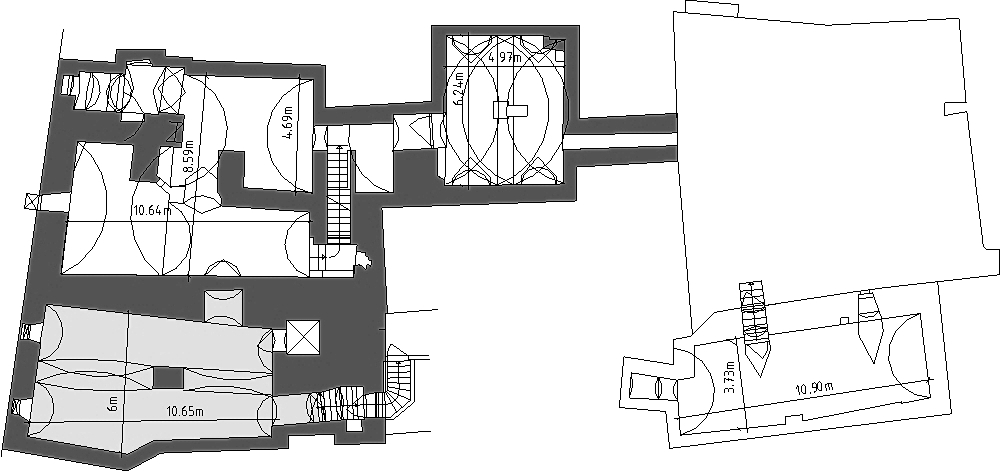
Sklepy – gotická etapa

Podsklepena je hlavní budova a část západního traktu. Pod hlavní budovou se nachází dva sklepy (odpovídají tedy původnímu rozdělení stavby na dva objekty), jejichž obvodové zdivo spadá do období gotiky.

##### Východní sklep
Je zde dochován doklad původní dispozice domu s podloubím, po kterém se dochovalo dnes už jen zaslepené sklepní okénko – špaleta ústila původně do podloubí, a také lomený gotický oblouk vedoucí zřejmě k původnímu vstupu do sklepa.

##### Západní sklep hlavní budovy
Je gotický se dvěma valenými klenbami, klenutými na střední pilíř. S východním sklepem byl propojený průchodem, dnes už však zazděným. Přístup do sklepa je možný ze dvorku po samostatném schodišti.

##### Západní sklep dvorního křídla
Tento sklep byl postaven v renesančním slohu. Dnes je přístupný zříceným kamenným schodištěm vedoucím ze dvora. Uvnitř můžeme vidět zaklenutí cihelnou valenou klenbou s trojúhelníkovými lunetami.

#### Průčelí
Základní rytmus okenních os odkazuje na původní dispozici dvou gotických domů. Dominantou fasády je hlavní portál, který byl původně uprostřed průčelí domu, avšak v roce 1907 byl z průčelí odstraněn a zpět osazen v roce 1990. Nyní se nachází v pravé části průčelí.

## Fotogalerie

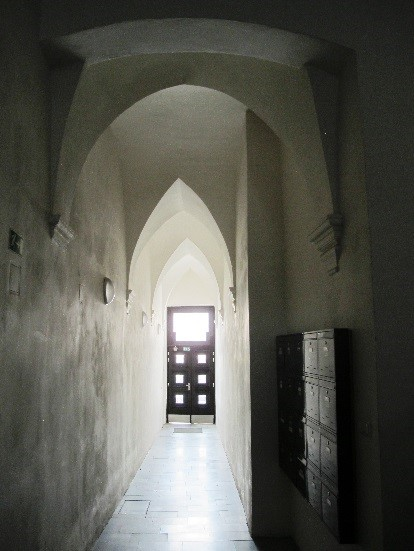
Zaklenutí chodbové části mázhausu
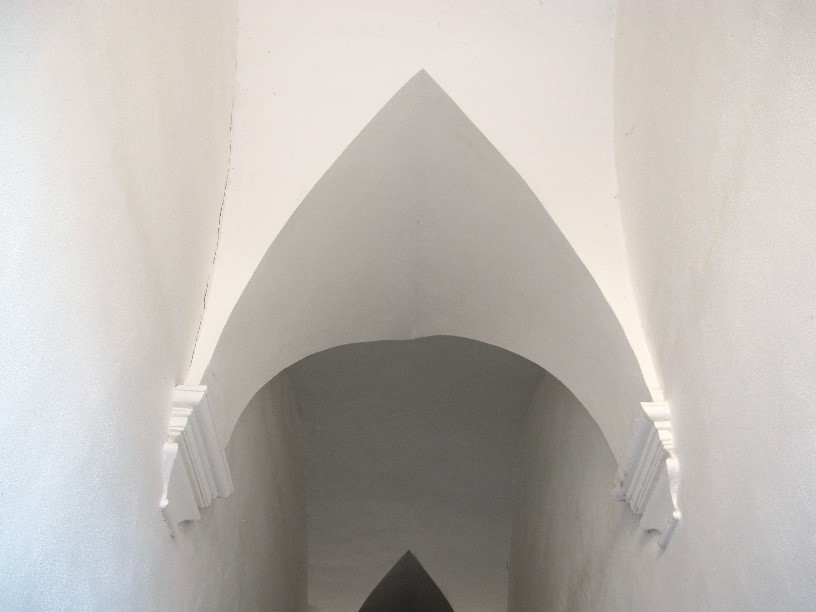
Klenba části mázhausu (chodby)
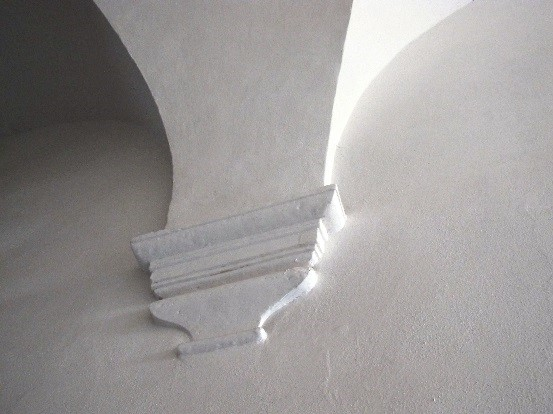
Konzola
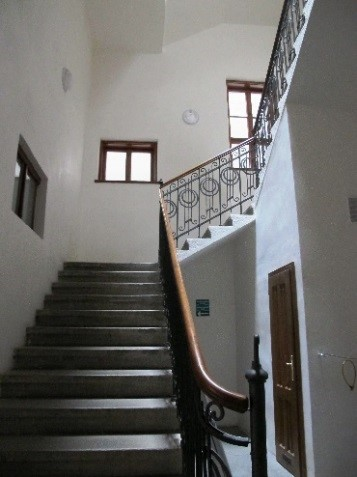
Trojramenné schodiště
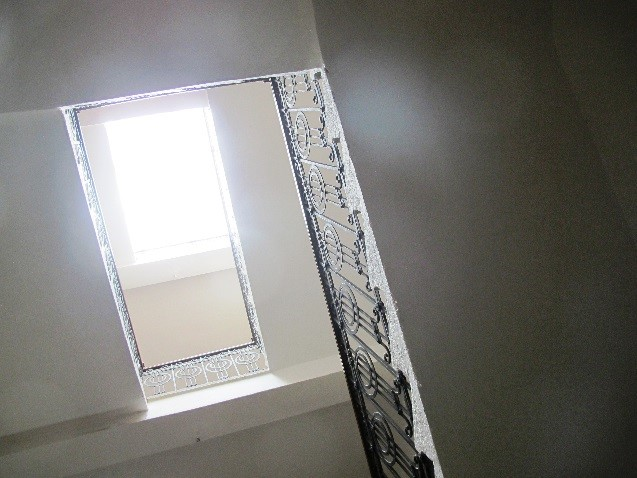
Světlíková šachta
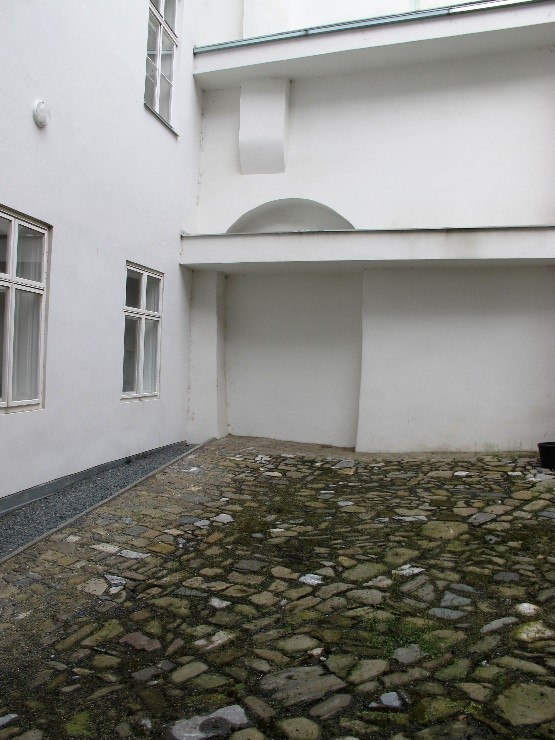
Vyspádování dvora
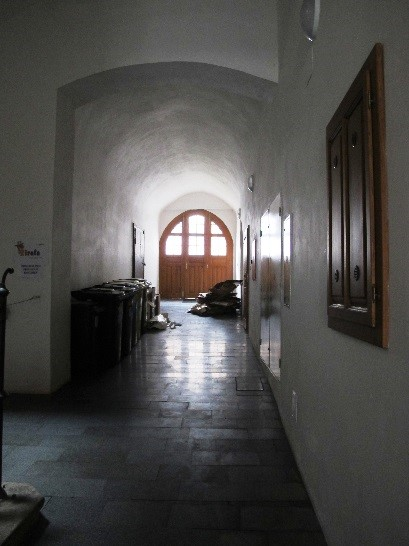
Valená klenba průjezdu
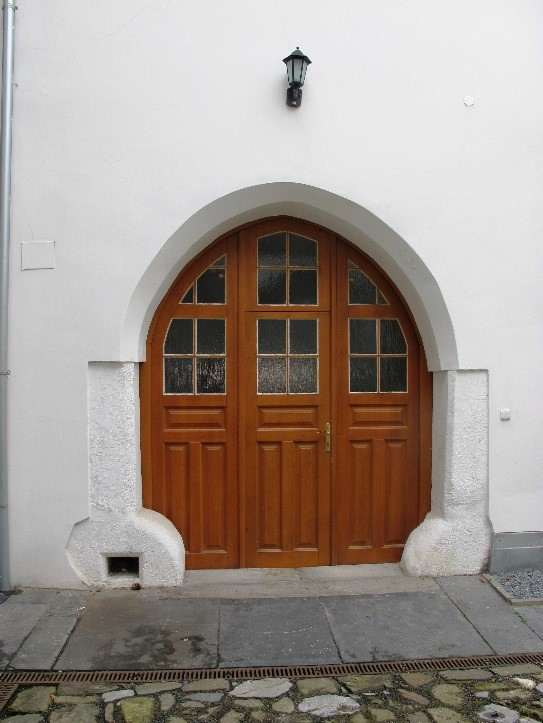
Portál zakončující průjezd do dvora
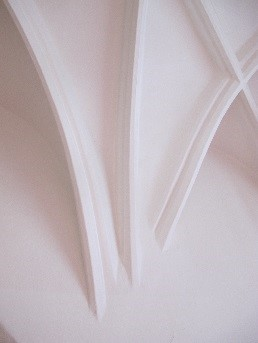
Uložení žeber
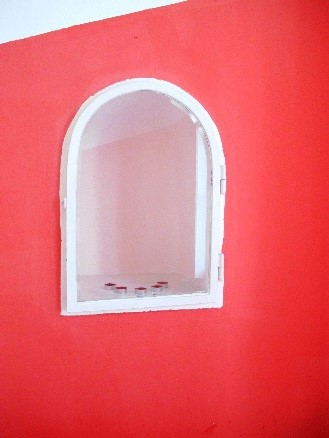
Nika v prostoru gotické kaple
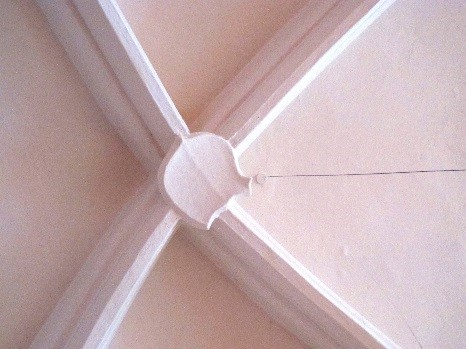
Svorníky tvaru štítku
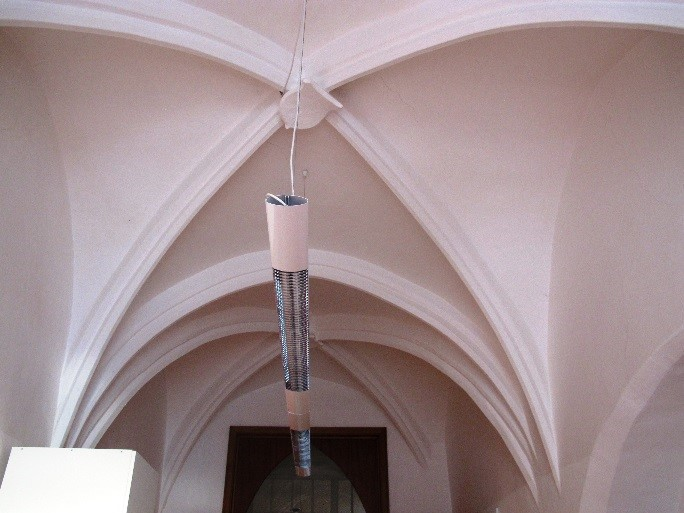
Dvě klenební pole s příčkou – křížová klenba
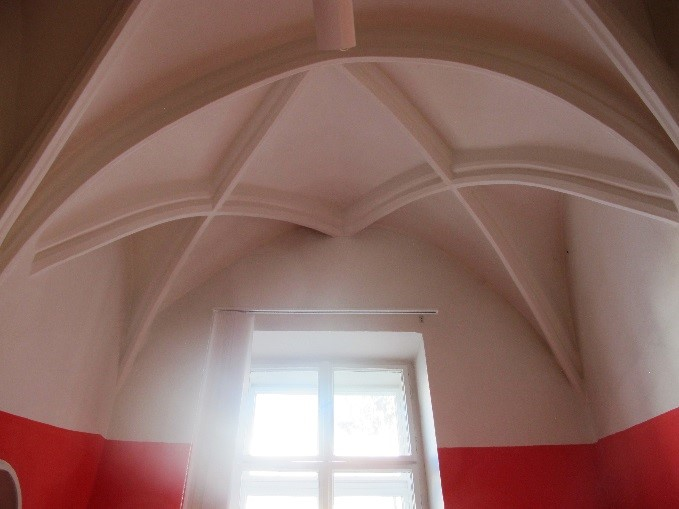
Poslední klenební pole – síťová klenba
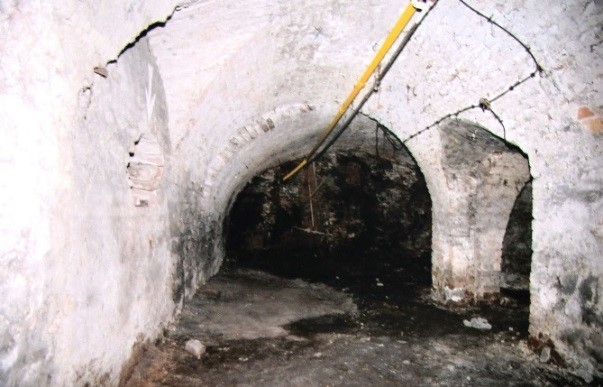
Zaklenutí sklepních prostor
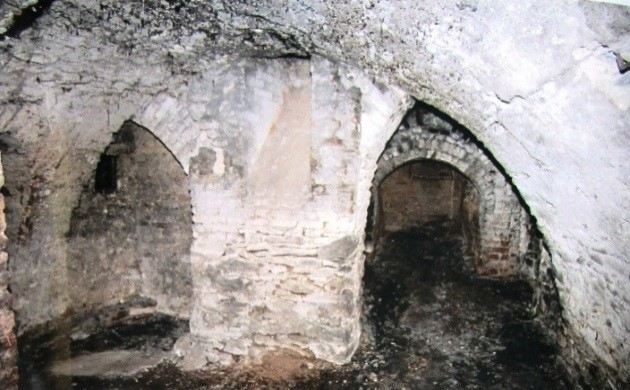
Střední pilíř